# Đội tuyển bóng đá quốc gia Philippines
Đội tuyển bóng đá quốc gia Philippines (tiếng Tagalog: Pambansang koponan ng futbol ng Pilipinas; tiếng Anh: Philippines national football team; tiếng Tây Ban Nha: Selección de fútbol de Filipinas) là đội tuyển cấp quốc gia của Philippines do Liên đoàn bóng đá Philippines quản lý.
Thập niên 2010 chứng kiến sự trỗi dậy và lột xác của đội tại đấu trường khu vực khi có lần đầu và 4 trong 5 kỳ AFF Cup của thập niên này đều vào tới bán kết. Lần đầu tiên tham dự Asian Cup năm 2019, đội không có điểm nào khi thua cả ba trận vòng bảng trước Hàn Quốc, Trung Quốc và Kyrgyzstan.

## Sân nhà
Trong những năm đầu của đội tuyển bóng đá quốc gia Philippines, họ đã chơi các trận đấu trên sân nhà tại sân vận động Manila. Đến năm 1934, nó trở thành địa điểm của Khu liên hợp thể thao tưởng niệm Rizal. Một trong những cơ sở trong khu liên hợp là sân vận động quốc gia có sức chứa 12.000 chỗ ngồi, được gọi là Sân vận động điền kinh và bóng đá tưởng niệm Rizal hoặc đơn giản là Sân vận động tưởng niệm Rizal. Kể từ khi khai trương, đây là sân nhà của đội tuyển bóng đá quốc gia Philippines cho đến tháng 5 năm 2015, khi họ tuyên bố Sân vận động Thể thao Philippines có sức chứa 25.000 chỗ ngồi nằm ở Bocaue, Bulacan là sân nhà mới của họ. Tuy nhiên, do số lượng khán giả quá ít ở PSS và RMS và khán giả ấn tượng với hành trình của Ceres–Negros F.C. tại Cúp AFC 2017, Liên đoàn bóng đá Philippines đã quyết định biến sân vận động Panaad trở thành sân nhà của đội tuyển quốc gia một lần nữa cho vòng loại Cúp bóng đá châu Á 2019.
RMS cũng đã trở thành một trung tâm điền kinh. Việc tiếp tục sử dụng cho điền kinh cùng với bảo trì kém đã làm cho sân vận động xuống cấp và Đại hội Thể thao Đông Nam Á 1991 là lần cuối cùng nó được sử dụng cho các trận đấu bóng đá quốc tế. Đầu năm 2009, Ủy ban Thể thao Philippines đã lên kế hoạch chuyển đổi nó thành một sân vận động bóng đá hiện đại, điều này sẽ giúp đội tuyển quốc gia sử dụng nó cho các trận đấu quốc tế.
Đội tuyển quốc gia cũng đã tổ chức các trận đấu quốc tế chính thức tại Khu liên hợp thể thao thành phố Cebu ở thành phố Cebu, và tại Sân vận động Barotac Nuevo ở Barotac Nuevo, Iloilo.
| Sân nhà của đội tuyển bóng đá quốc gia Philippines | Sân nhà của đội tuyển bóng đá quốc gia Philippines | Sân nhà của đội tuyển bóng đá quốc gia Philippines | Sân nhà của đội tuyển bóng đá quốc gia Philippines | Sân nhà của đội tuyển bóng đá quốc gia Philippines                   |
| Hình ảnh                                           | Sân vận động                                       | Sức chứa                                           | Địa điểm                                           | Trận đấu gần đây nhất                                                |
| -------------------------------------------------- | -------------------------------------------------- | -------------------------------------------------- | -------------------------------------------------- | -------------------------------------------------------------------- |
|                                                    | Sân vận động Thể thao Philippines                  | 20.000                                             | Ciudad de Victoria, Santa Maria, Bulacan           | v Thái Lan · (25 tháng 11 năm 2016; AFF Cup 2016)                    |
|                                                    | Sân vận động tưởng niệm Rizal                      | 12.873                                             | Manila                                             | v Thái Lan · (27 tháng 12 năm 2024; Giải vô địch bóng đá ASEAN 2024) |
|                                                    | Sân vận động Panaad                                | 9.825                                              | Bacolod                                            | v Trung Quốc · (15 tháng 10 năm 2019; Vòng loại World Cup 2022)      |
|                                                    | Khu liên hợp thể thao thành phố Cebu               |                                                    | Cebu                                               | v Malaysia · (27 tháng 4 năm 2014; Giao hữu)                         |
|                                                    | Sân vận động Quirino                               | 5.000                                              | Bantay                                             | v Perth Glory FC (26 tháng 6 năm 2016; Giao hữu)                     |

## Danh hiệu
- Cúp AFC Challenge: 0

Á quân: 2014
Hạng ba: 2012

## Thành tích tại các giải đấu

### Giải vô địch bóng đá thế giới
- 1930 đến 1938 - Không tham dự
- 1950 - Bỏ cuộc
- 1954 đến 1962 - Không tham dự
- 1966 - FIFA cấm tham dự do không đóng phí
- 1970 - Không tham dự
- 1974 - Bỏ cuộc
- 1978 đến 1994 - Không tham dự
- 1998 - Không vượt qua vòng loại
- 2002 - Không vượt qua vòng loại
- 2006 đến 2010 - Không tham dự
- 2014 đến 2026 - Không vượt qua vòng loại

### Thế vận hội
- (Nội dung thi đấu dành cho cấp đội tuyển quốc gia cho đến kỳ Đại hội năm 1988)
- 1908 đến 1952 - Không tham dự
- 1956 - Bỏ cuộc
- 1960 - Không tham dự
- 1964 - Bỏ cuộc
- 1968 đến 1988 - Không vượt qua vòng loại

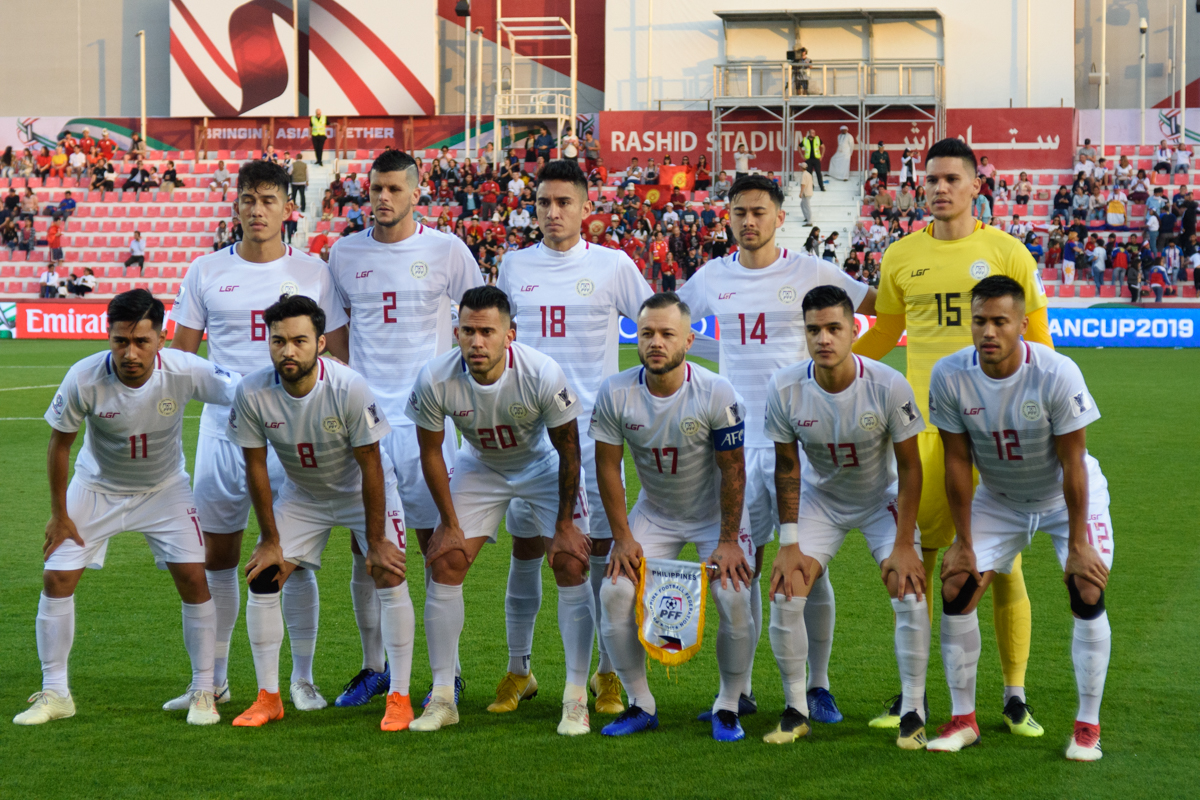
Philippines tại Asian Cup 2019

### Cúp bóng đá châu Á
| Năm           | Thành tích               | Thành tích               | Thành tích               | Thành tích               | Thành tích               | Thành tích               | Thành tích               |
| Năm           | Thứ hạng                 | Trận                     | Thắng                    | Hòa                      | Thua                     | Bàn thắng                | Bàn thua                 |
| ------------- | ------------------------ | ------------------------ | ------------------------ | ------------------------ | ------------------------ | ------------------------ | ------------------------ |
| 1956 đến 1960 | Không vượt qua vòng loại | Không vượt qua vòng loại | Không vượt qua vòng loại | Không vượt qua vòng loại | Không vượt qua vòng loại | Không vượt qua vòng loại | Không vượt qua vòng loại |
| 1964          | Bỏ cuộc                  | Bỏ cuộc                  | Bỏ cuộc                  | Bỏ cuộc                  | Bỏ cuộc                  | Bỏ cuộc                  | Bỏ cuộc                  |
| 1968          | Không vượt qua vòng loại | Không vượt qua vòng loại | Không vượt qua vòng loại | Không vượt qua vòng loại | Không vượt qua vòng loại | Không vượt qua vòng loại | Không vượt qua vòng loại |
| 1972 đến 1976 | Bỏ cuộc                  | Bỏ cuộc                  | Bỏ cuộc                  | Bỏ cuộc                  | Bỏ cuộc                  | Bỏ cuộc                  | Bỏ cuộc                  |
| 1980 đến 1984 | Không vượt qua vòng loại | Không vượt qua vòng loại | Không vượt qua vòng loại | Không vượt qua vòng loại | Không vượt qua vòng loại | Không vượt qua vòng loại | Không vượt qua vòng loại |
| 1988 đến 1992 | Không tham dự            | Không tham dự            | Không tham dự            | Không tham dự            | Không tham dự            | Không tham dự            | Không tham dự            |
| 1996 đến 2000 | Không vượt qua vòng loại | Không vượt qua vòng loại | Không vượt qua vòng loại | Không vượt qua vòng loại | Không vượt qua vòng loại | Không vượt qua vòng loại | Không vượt qua vòng loại |
| 2004 đến 2007 | Không tham dự            | Không tham dự            | Không tham dự            | Không tham dự            | Không tham dự            | Không tham dự            | Không tham dự            |
| 2011 đến 2015 | Không vượt qua vòng loại | Không vượt qua vòng loại | Không vượt qua vòng loại | Không vượt qua vòng loại | Không vượt qua vòng loại | Không vượt qua vòng loại | Không vượt qua vòng loại |
| 2019          | Vòng 1 21/24             | 3                        | 0                        | 0                        | 3                        | 1                        | 7                        |
| 2023          | Không vượt qua vòng loại | Không vượt qua vòng loại | Không vượt qua vòng loại | Không vượt qua vòng loại | Không vượt qua vòng loại | Không vượt qua vòng loại | Không vượt qua vòng loại |
| 2027          | Chưa xác định            | Chưa xác định            | Chưa xác định            | Chưa xác định            | Chưa xác định            | Chưa xác định            | Chưa xác định            |
| Tổng cộng     | 1 lần vòng 1             | 3                        | 0                        | 0                        | 3                        | 1                        | 7                        |

### Đại hội Thể thao châu Á
- (Nội dung thi đấu dành cho cấp đội tuyển quốc gia cho đến kỳ Đại hội năm 1998)

| Năm           | Thứ hạng      | Trận          | Thắng         | Hòa           | Thua          | Bàn thắng     | Bàn thua      |
| ------------- | ------------- | ------------- | ------------- | ------------- | ------------- | ------------- | ------------- |
| 1951          | Bỏ cuộc       | Bỏ cuộc       | Bỏ cuộc       | Bỏ cuộc       | Bỏ cuộc       | Bỏ cuộc       | Bỏ cuộc       |
| 1954          | Vòng bảng     | 2             | 0             | 0             | 2             | 2             | 7             |
| 1958          | Hạng tư       | 3             | 1             | 0             | 2             | 2             | 8             |
| 1962          | Vòng bảng     | 3             | 0             | 0             | 3             | 1             | 27            |
| 1966 đến 1970 | Không tham dự | Không tham dự | Không tham dự | Không tham dự | Không tham dự | Không tham dự | Không tham dự |
| 1974          | Vòng bảng     | 3             | 0             | 0             | 3             | 0             | 21            |
| 1978 đến 1998 | Không tham dự | Không tham dự | Không tham dự | Không tham dự | Không tham dự | Không tham dự | Không tham dự |
| Tổng cộng     | 1 lần hạng tư | 11            | 1             | 0             | 10            | 5             | 63            |

### Cúp Challenge AFC
| Năm           | Thành tích               | Thành tích               | Thành tích               | Thành tích               | Thành tích               | Thành tích               | Thành tích               |
| Năm           | Thứ hạng                 | Trận                     | Thắng                    | Hòa                      | Thua                     | Bàn thắng                | Bàn thua                 |
| ------------- | ------------------------ | ------------------------ | ------------------------ | ------------------------ | ------------------------ | ------------------------ | ------------------------ |
| 2006          | Vòng bảng                | 3                        | 0                        | 2                        | 1                        | 2                        | 3                        |
| 2008 đến 2010 | Không vượt qua vòng loại | Không vượt qua vòng loại | Không vượt qua vòng loại | Không vượt qua vòng loại | Không vượt qua vòng loại | Không vượt qua vòng loại | Không vượt qua vòng loại |
| 2012          | Hạng ba                  | 5                        | 3                        | 0                        | 2                        | 9                        | 8                        |
| 2014          | Á quân                   | 5                        | 3                        | 1                        | 1                        | 7                        | 3                        |
| Tổng cộng     | 1 lần á quân             | 13                       | 6                        | 3                        | 4                        | 18                       | 14                       |

### Giải vô địch bóng đá Đông Nam Á
| Năm       | Thành tích               | Thành tích               | Thành tích               | Thành tích               | Thành tích               | Thành tích               | Thành tích               |
| Năm       | Thứ hạng                 | Trận                     | Thắng                    | Hòa                      | Thua                     | Bàn thắng                | Bàn thua                 |
| --------- | ------------------------ | ------------------------ | ------------------------ | ------------------------ | ------------------------ | ------------------------ | ------------------------ |
| 1996      | Vòng bảng                | 4                        | 0                        | 0                        | 4                        | 0                        | 16                       |
| 1998      | Vòng bảng                | 3                        | 0                        | 0                        | 3                        | 3                        | 11                       |
| 2000      | Vòng bảng                | 3                        | 0                        | 0                        | 3                        | 0                        | 8                        |
| 2002      | Vòng bảng                | 4                        | 0                        | 0                        | 4                        | 3                        | 24                       |
| 2004      | Vòng bảng                | 4                        | 1                        | 0                        | 3                        | 4                        | 9                        |
| 2007      | Vòng bảng                | 3                        | 0                        | 1                        | 2                        | 0                        | 8                        |
| 2008      | Không vượt qua vòng loại | Không vượt qua vòng loại | Không vượt qua vòng loại | Không vượt qua vòng loại | Không vượt qua vòng loại | Không vượt qua vòng loại | Không vượt qua vòng loại |
| 2010      | Bán kết                  | 5                        | 1                        | 2                        | 2                        | 3                        | 3                        |
| 2012      | Bán kết                  | 5                        | 2                        | 1                        | 2                        | 4                        | 3                        |
| 2014      | Bán kết                  | 5                        | 2                        | 1                        | 2                        | 9                        | 7                        |
| 2016      | Vòng bảng                | 3                        | 0                        | 2                        | 1                        | 2                        | 3                        |
| 2018      | Bán kết                  | 6                        | 2                        | 2                        | 2                        | 7                        | 7                        |
| 2020      | Vòng bảng                | 4                        | 2                        | 0                        | 2                        | 12                       | 6                        |
| 2022      | Vòng bảng                | 4                        | 1                        | 0                        | 3                        | 8                        | 10                       |
| 2024      | Bán kết                  | 6                        | 2                        | 3                        | 1                        | 7                        | 7                        |
| Tổng cộng | 5 lần bán kết            | 59                       | 13                       | 12                       | 34                       | 62                       | 122                      |

### Đại hội Thể thao Đông Nam Á
- (Nội dung thi đấu dành cho cấp đội tuyển quốc gia cho đến kỳ Đại hội năm 1999)

| Năm       | Thứ hạng      | Trận          | Thắng         | Hòa           | Thua          | Bàn thắng     | Bàn thua      |
| --------- | ------------- | ------------- | ------------- | ------------- | ------------- | ------------- | ------------- |
| 1977      | Vòng bảng     | 3             | 1             | 1             | 1             | 5             | 7             |
| 1979      | Không tham dự | Không tham dự | Không tham dự | Không tham dự | Không tham dự | Không tham dự | Không tham dự |
| 1981      | Vòng bảng     | 2             | 0             | 0             | 2             | 0             | 3             |
| 1983      | Vòng bảng     | 2             | 0             | 1             | 1             | 0             | 5             |
| 1985      | Vòng bảng     | 2             | 0             | 0             | 2             | 0             | 13            |
| 1987      | Không tham dự | Không tham dự | Không tham dự | Không tham dự | Không tham dự | Không tham dự | Không tham dự |
| 1989      | Vòng bảng     | 3             | 0             | 0             | 3             | 1             | 10            |
| 1991      | Hạng tư       | 4             | 1             | 1             | 2             | 6             | 10            |
| 1993      | Vòng bảng     | 3             | 0             | 0             | 3             | 1             | 11            |
| 1995      | Vòng bảng     | 4             | 1             | 0             | 3             | 2             | 9             |
| 1997      | Vòng bảng     | 4             | 0             | 0             | 4             | 1             | 13            |
| 1999      | Vòng bảng     | 4             | 0             | 0             | 4             | 3             | 18            |
| Tổng cộng | 1 lần hạng tư | 31            | 3             | 3             | 25            | 19            | 99            |

## Cầu thủ

### Đội hình
Đội hình 28 cầu thủ 

Ngày thi đấu: 
Đối thủ: 
Giải đấu: Giải vô địch bóng đá ASEAN 2024

Số liệu thống kê tính đến ngày 14 tháng 11 năm 2024 sau trận gặp Hồng Kông

| Số | VT | Cầu thủ                 | Ngày sinh (tuổi)  | Trận | Bàn | Câu lạc bộ                  |
| -- | -- | ----------------------- | ----------------- | ---- | --- | --------------------------- |
|    | TM | Florencio Badelic       | 22 tháng 5, 1994  | 0    | 0   | Dynamic Herb Cebu           |
|    | TM | Patrick Deyto           | 15 tháng 2, 1990  | 18   | 0   | Kaya–Iloilo                 |
|    | TM | Quincy Kammeraad        | 1 tháng 2, 2001   | 0    | 0   | One Taguig                  |
|    | TM | Nicholas Guimarães      | 9 tháng 8, 2006   | 0    | 0   | Funabashi High School       |
|    |    |                         |                   |      |     |                             |
|    | HV | Amani Aguinaldo         | 24 tháng 4, 1995  | 63   | 0   | Rayong                      |
|    | HV | Michael Kempter         | 12 tháng 1, 1995  | 5    | 0   | Grasshopper                 |
|    | HV | Kike Linares            | 12 tháng 7, 1999  | 6    | 0   | Lamphun Warriors            |
|    | HV | Joshua Meriño           | 11 tháng 2, 2005  | 0    | 0   | PFF Developmental Team      |
|    | HV | Christian Rontini       | 20 tháng 7, 1999  | 16   | 1   | Madura United               |
|    | HV | Santiago Rublico        | 18 tháng 8, 2005  | 12   | 0   | Collado Villalba            |
|    | HV | Paul Tabinas            | 5 tháng 7, 2002   | 10   | 0   | Vukovar 1991                |
|    | HV | Adrian Ugelvik          | 21 tháng 9, 2001  | 2    | 0   | Levanger                    |
|    |    |                         |                   |      |     |                             |
|    | TV | Zico Bailey             | 27 tháng 8, 2000  | 4    | 1   | New Mexico United           |
|    | TV | Michael Baldisimo       | 13 tháng 4, 2000  | 6    | 0   | San Jose Earthquakes        |
|    | TV | Pocholo Bugas           | 3 tháng 12, 2001  | 11   | 0   | Angkor Tiger                |
|    | TV | Oskari Kekkonen         | 24 tháng 9, 1999  | 10   | 0   | Lamphun Warriors            |
|    | TV | Javier Mariona          | 17 tháng 10, 2004 | 0    | 0   | Central Valley Fuego        |
|    | TV | Sandro Reyes            | 29 tháng 3, 2003  | 17   | 1   | FC Gütersloh                |
|    | TV | Scott Woods             | 7 tháng 5, 2000   | 7    | 0   | Muangthong United           |
|    |    |                         |                   |      |     |                             |
|    | TĐ | Dov Cariño              | 18 tháng 12, 2003 | 0    | 0   | Ateneo de Manila University |
|    | TĐ | Uriel Dalapo            | 8 tháng 8, 2004   | 1    | 0   | Davao Aguilas               |
|    | TĐ | Jarvey Gayoso           | 11 tháng 2, 1997  | 21   | 2   | Phnom Penh Crown            |
|    | TĐ | Bjørn Martin Kristensen | 4 tháng 5, 2002   | 5    | 2   | Aalesunds                   |
|    | TĐ | Leo Maquiling           | 26 tháng 10, 2000 | 0    | 0   | Ateneo de Manila University |
|    | TĐ | Alex Monis              | 20 tháng 3, 2003  | 7    | 0   | New England Revolution II   |
|    | TĐ | Patrick Reichelt        | 5 tháng 6, 1988   | 90   | 16  | Kuala Lumpur City           |

### Triệu tập gần đây
| Vt | Cầu thủ             | Ngày sinh (tuổi)  | Số trận | Bt | Câu lạc bộ              | Lần cuối triệu tập                 |
| --- | ------------------- | ----------------- | ------- | -- | ----------------------- | ---------------------------------- |
| TM | Kevin Ray Mendoza   | 29 tháng 9, 1994  | 12      | 0  | Persib Bandung          | v. Hồng Kông, November 14, 2024    |
| TM | Neil Etheridge      | 7 tháng 2, 1990   | 82      | 0  | Buriram United          | v. Tajikistan, September 8, 2024   |
| TM | Anthony Pinthus     | 4 tháng 4, 1998   | 3       | 0  | Free agent              | v. Indonesia, June 11, 2024        |
| |                     |                   |         |    |                         |                                    |
| HV | Audie Menzi         | 11 tháng 10, 1994 | 7       | 1  | Kaya–Iloilo             | v. Hồng Kông, November 14, 2024    |
| HV | Jefferson Tabinas   | 7 tháng 8, 1998   | 19      | 2  | Buriram United          | v. Hồng Kông, November 14, 2024    |
| HV | Jesse Curran        | 26 tháng 7, 1996  | 13      | 0  | Ratchaburi              | v. Hồng Kông, November 14, 2024PRE |
| HV | Joshua Grommen      | 14 tháng 7, 1996  | 1       | 0  | Uthai Thani             | v. Hồng Kông, November 14, 2024PRE |
| HV | Jesper NyholmINJ    | 10 tháng 9, 1993  | 8       | 1  | Perak                   | v. Thái Lan, October 11, 2024      |
| HV | Simen Lyngbø        | 18 tháng 2, 1998  | 6       | 0  | One Taguig              | v. Tajikistan, September 8, 2024   |
| HV | Kristófer Reyes     | 24 tháng 5, 1997  | 0       | 0  | Lampang                 | v. Tajikistan, September 8, 2024   |
| HV | Yrick Gallantes     | 14 tháng 1, 2001  | 7       | 0  | One Taguig              | v. Indonesia, June 11, 2024        |
| HV | Marco Casambre      | 18 tháng 12, 1998 | 2       | 0  | Kaya–Iloilo             | v. Iraq, March 26, 2024            |
| HV | Daisuke Sato        | 20 tháng 9, 1994  | 60      | 3  | One Taguig              | v. Iraq, March 21, 2024PRE         |
| |                     |                   |         |    |                         |                                    |
| TV | Manny Ott           | 6 tháng 5, 1992   | 65      | 4  | Terengganu              | v. Hồng Kông, November 14, 2024    |
| TV | Jared Peña          | 5 tháng 8, 2006   | 2       | 0  | Western Reserve Academy | v. Hồng Kông, November 14, 2024    |
| TV | John-Patrick Strauß | 28 tháng 1, 1996  | 18      | 2  | Muangthong United       | v. Hồng Kông, November 14, 2024PRE |
| TV | Kevin IngresoINJ    | 10 tháng 2, 1993  | 45      | 5  | Altona 93               | v. Thái Lan, October 11, 2024PRE   |
| TV | Justin Baas         | 16 tháng 3, 2000  | 19      | 0  | Uthai Thani             | v. Tajikistan, September 8, 2024   |
| TV | Matthew Baldisimo   | 20 tháng 1, 1998  | 1       | 0  | York United             | v. Tajikistan, September 8, 2024   |
| TV | Mark Swainston      | 13 tháng 11, 1999 | 2       | 0  | Kaya–Iloilo             | v. Indonesia, June 11, 2024        |
| TV | Mike Ott            | 2 tháng 3, 1995   | 40      | 5  | Visakha                 | v. Iraq, March 26, 2024            |
| |                     |                   |         |    |                         |                                    |
| TĐ | Gerrit Holtmann     | 25 tháng 3, 1995  | 5       | 2  | VfL Bochum              | v. Hồng Kông, November 14, 2024    |
| TĐ | Dylan DemuynckINJ   | 6 tháng 5, 2004   | 6       | 0  | Zulte Waregem           | v. Hồng Kông, November 14, 2024PRE |
| TĐ | Sebastian Rasmussen | 17 tháng 6, 2002  | 8       | 4  | Hobro                   | v. Tajikistan, October 14, 2024    |
| TĐ | Jeremiah Borlongan  | 8 tháng 12, 1998  | 2       | 0  | Dynamic Herb Cebu       | v. Tajikistan, September 8, 2024   |
| TĐ | Griffin McDaniel    | 30 tháng 3, 2000  | 2       | 0  | Stallion Laguna         | v. Indonesia, June 11, 2024        |
| TĐ | OJ Porteria         | 9 tháng 5, 1994   | 39      | 2  | Bali United             | v. Indonesia, June 11, 2024        |
| TĐ | Kenshiro Daniels    | 13 tháng 1, 1995  | 39      | 4  | Nakhon Ratchasima       | v. Iraq, March 26, 2024            |
| TĐ | Andres Aldeguer     | 18 tháng 12, 2003 | 0       | 0  | One Taguig              | v. Iraq, March 26, 2024            |
| TĐ | Theo Libarnes       | 6 tháng 6, 2004   | 0       | 0  | Far Eastern University  | v. Iraq, March 26, 2024            |
| TĐ | Chima Uzoka         | 12 tháng 6, 1998  | 0       | 0  | Dynamic Herb Cebu       | v. Iraq, March 26, 2024            |
| Chú thích INJ Rút lui do chấn thương RET Đã chia tay đội tuyển quốc gia SUS Bị loại khỏi đội hình PRE Đội hình sơ bộ |                     |                   |         |    |                         |                                    |